# Livingston Beeckman
Robert Livingston Beeckman (15 avril 1866 - 21 janvier 1935) est un politicien américain et le 52e Gouverneur du Rhode Island. Il fut également un joueur de tennis dans les années 1880.

## Palmarès
- US Open : finaliste challenge round en 1886, gagné par Richard Sears 4-6, 6-1, 6-3, 6-4.
- US Open : vainqueur en 1886 devant Howard Taylor 2-6, 6-3, 6-4, 6-2.
- US Open : demi-finaliste en double en 1886 avec Henry Slocum.